# Đớp ruồi lớn
Đớp ruồi lớn (tên khoa học: Niltava grandis) là một loài chim trong họ Muscicapidae.